# 전시과
전시과(田柴科)는 고려 시대에 벼슬아치에게 토지를 나누어 주던 제도이다. 농사용 땅인 전지와 땔감용 시지를 준 것이며 소유권보단 수조권을 준 것이나 귀족들은 마음대로 소유하기도 했다.
전시과는 976년(경종 1년)에 역분전(役分田)을 토대로 발전시킨 제도로서 관직과 함께 인품을 반영하여 토지를 분배하였다. 목종 때(998년)에는 이를 개정하여 관직만을 고려하여 개정하면서 지급량도 줄였다(전, 현직). 1076년(문종 30년)에 토지가 모자라게 되자 현직 관료에게만 토지를 지급하게 되었다.
전시과를 받는 대상은 문무 관리로부터 군인, 한인(閑人)에 이르기까지 18등급으로 나누어 곡물을 수취할 수 있는 전지(田地)와 땔감을 얻을 수 있는 시지(柴地)를 주었다. 이때 지급된 토지는 수조권(토지 주인으로부터 조세를 국가 대신 걷는 권한)만 갖는 토지였다. 관직 복무와 직역에 대한 대가로 지급되었기 때문에 이 토지를 받은 자가 죽거나 관직에서 물러날 때에는 토지를 국가에 반납토록 하였다.
| 시기등급    | 시기등급     | 시기등급 | 1   | 2   | 3   | 4  | 5  | 6  | 7  | 8  | 9  | 10 | 11 | 12 | 13 | 14 | 15 | 16 | 17 | 18 |
| 경종 (976)  | 시 정 전시과 | 전지     | 110 | 105 | 100 | 95 | 90 | 85 | 80 | 75 | 70 | 65 | 60 | 55 | 40 | 45 | 42 | 39 | 36 | 33 |
| 경종 (976)  | 시 정 전시과 | 시지     | 110 | 105 | 100 | 95 | 90 | 85 | 80 | 75 | 70 | 65 | 60 | 55 | 40 | 45 | 40 | 35 | 30 | 25 |
| 목종 (998)  | 개 정 전시과 | 전지     | 100 | 95  | 90  | 85 | 80 | 75 | 70 | 65 | 60 | 55 | 50 | 45 | 40 | 35 | 30 | 27 | 23 | 20 |
| 목종 (998)  | 개 정 전시과 | 시지     | 70  | 65  | 60  | 55 | 50 | 45 | 40 | 35 | 33 | 30 | 25 | 22 | 20 | 15 | 10 |    |    |    |
| 문종 (1076) | 경 정 전시과 | 전지     | 100 | 90  | 85  | 80 | 75 | 70 | 65 | 60 | 55 | 50 | 45 | 40 | 35 | 30 | 25 | 22 | 20 | 17 |
| 문종 (1076) | 경 정 전시과 | 시지     | 50  | 45  | 40  | 35 | 30 | 27 | 24 | 21 | 18 | 15 | 12 | 10 | 8  | 5  |    |    |    |    |

## 같이 보기
- 고려의 토지제도

## 참고 자료
- 국사 편찬 위원회; 국정 도서 편찬 위원회 (2004년 3월 1일). 《고등학교 국사》. 서울: (주)두산. 149~150쪽쪽.